# Duke Nukem: Zero Hour
Duke Nukem: Zero Hour è uno sparatutto in terza persona sviluppato da Eurocom per Nintendo 64 con protagonista Duke Nukem. Il gioco supporta l'espansione Expansion Pak, che rende la grafica migliore ma rallenta il frame rate. La trama, sulla falsariga di Terminator, è incentrata su alieni in grado di viaggiare nel tempo, per uccidere gli antenati di Duke Nukem: l'eroe dovrà seguirli per impedire di essere rimosso dal continuum spazio-temporale.